# Paul Neagu (Bobfahrer)

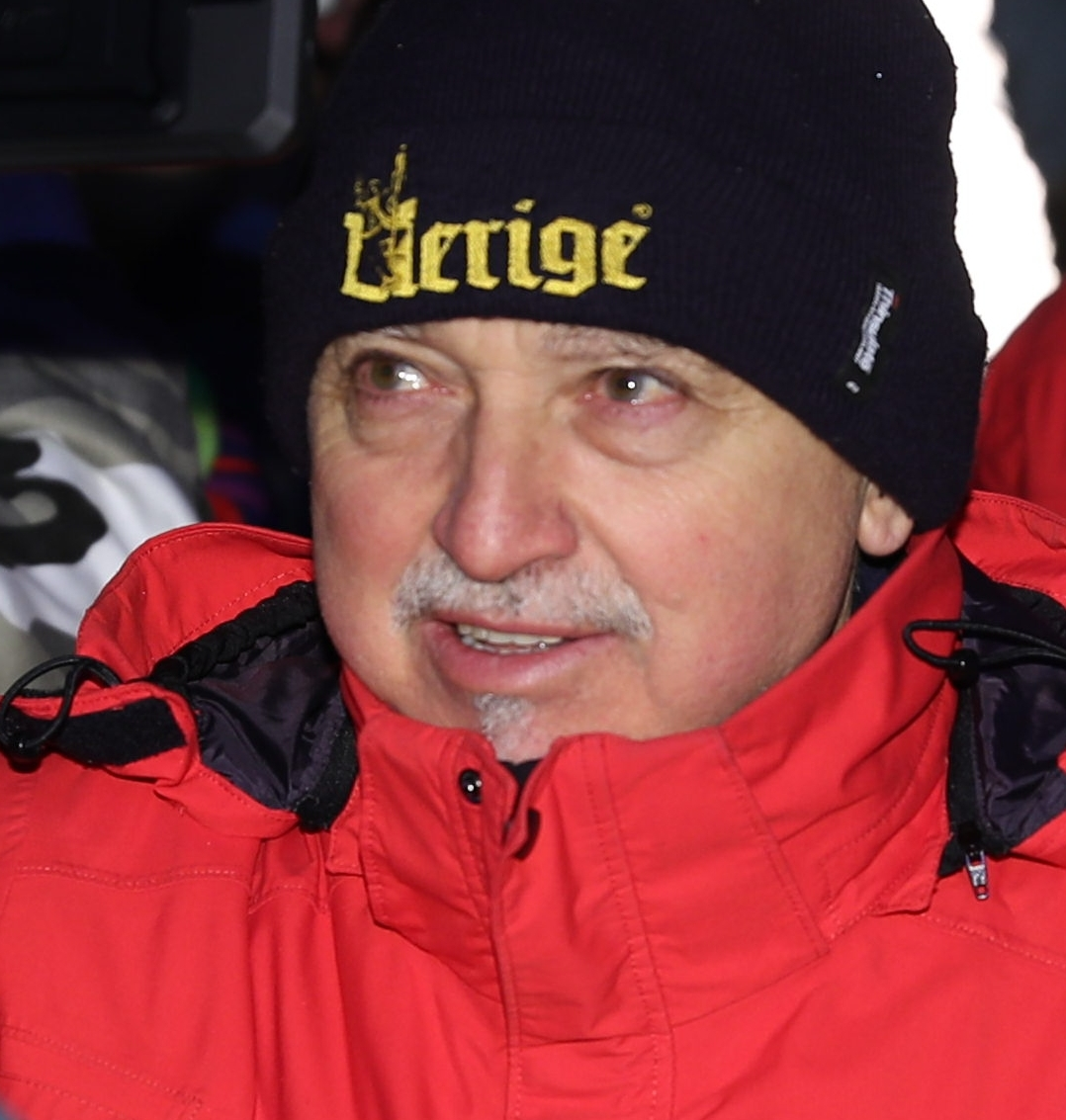
Paul Neagu, 2020

Paul Neagu (* 6. Juni 1954 in Constanța) ist ein ehemaliger rumänischer Bobfahrer, Leichtathlet und Gewichtheber und heutiger Bobtrainer.
Neagu begann 1974 mit dem Bobsport. 1976 nahm er an den Olympischen Winterspielen teil. Mit dem Viererbob Rumänien I erreichte er in Innsbruck den achten Platz. Daneben betrieb er auch immer andere Sportarten, so war er 1978 und 1979 rumänischer Meister mit dem Bob, im Kugelstoßen und im Gewichtheben. Beim Bob-Weltcup 1979 in Winterberg entschied Neagu in Deutschland zu bleiben. Der Diplom-Sportlehrer wurde Bahntrainer in Winterberg.
Nach der Rumänischen Revolution 1989 startete Neagu wieder für Rumänien. Bei der Bob-Europameisterschaft 1992 gewann er am Königssee die Bronzemedaille mit dem Viererbob, wodurch er sich für die Olympischen Spiele im selben Jahr qualifizierte. In Albertville erreichte er mit dem Viererbob Rumänien I den 20. und mit dem Zweierbob Rumänien II den 22. Platz. 1998 nahm Neagu als 43-Jähriger an seinen dritten Olympischen Spielen teil. In Nagano fuhr er mit dem Zweierbob Rumänien I auf den 25. Platz.
Nach seiner aktiven Laufbahn blieb Neagu dem Bobsport als Trainer erhalten. Er betreute viele rumänische Bobsportler wie Maria Spirescu, Viorica Țigău, Oana Ungureanu, Andreea Grecu und Maria Adela Constantin. 2008 baute er die belgische Frauenmannschaft auf.
Paul Neagu ist verheiratet mit Katalin Neagu. Sie war Anschieberin bei der ersten Frauen-Bob-Weltmeisterschaft 2000 in Winterberg. Sein Sohn Andreas Neagu nahm mit dem rumänischen Viererbob an den Olympischen Spielen 2014 teil.